# Cynaeda leucopsumis
Cynaeda leucopsumis is een vlinder uit de familie van de grasmotten (Crambidae). De wetenschappelijke naam van deze soort is voor het eerst voorgesteld als Argyria leucopsumis door George Francis Hampson in een publicatie uit 1919.
De soort komt voor in India (Meghalaya).